# Tettigometra afra
Tettigometra afra är en insektsart som beskrevs av Carl Ludwig Kirschbaum 1868. Tettigometra afra ingår i släktet Tettigometra och familjen Tettigometridae.
Artens utbredningsområde är Spanien. Inga underarter finns listade i Catalogue of Life.